# Aarhus Søndre Provsti
Aarhus Søndre Provsti er et provsti i Aarhus Stift. Provstiet ligger i Aarhus Kommune.
Aarhus Søndre Provsti består af 15 sogne med 15 kirker, fordelt på 13 pastorater.

## Pastorater
| Pastorater i Århus Søndre Provsti | Pastorater i Århus Søndre Provsti | Pastorater i Århus Søndre Provsti |
| --------------------------------- | --------------------------------- | --------------------------------- |
| Astrup-Tulstrup-Hvilsted Pastorat | Beder Pastorat                    | Fredens Pastorat                  |
| Holme Pastorat                    | Kolt Pastorat                     | Malling Pastorat                  |
| Mårslet Pastorat                  | Ormslev Pastorat                  | Ravnsbjerg Pastorat               |
| Skåde Pastorat                    | Tiset Pastorat                    | Tranbjerg Pastorat                |
| Viby Pastorat                     |                                   |                                   |

## Sogne
| Sogne i Århus Søndre Provsti | Sogne i Århus Søndre Provsti | Sogne i Århus Søndre Provsti |
| ---------------------------- | ---------------------------- | ---------------------------- |
| Astrup Sogn                  | Beder Sogn                   | Fredens Sogn                 |
| Holme Sogn                   | Hvilsted Sogn                | Kolt Sogn                    |
| Malling Sogn                 | Mårslet Sogn                 | Ormslev Sogn                 |
| Ravnsbjerg Sogn              | Skåde Sogn                   | Tiset Sogn                   |
| Tranbjerg Sogn               | Tulstrup Sogn                | Viby Sogn                    |